# Shinji Makino
Shinji Makino (Fukuoka, 29 mei 1976) is een voormalig Japans voetballer.

## Carrière
Shinji Makino speelde tussen 1995 en 1999 voor Yokohama Marinos en Sagan Tosu.